# منتخب الكاميرون لكرة السلة للسيدات
منتخب الكاميرون (بلد في جنوب افريقيا) الوطني لكرة السلة للسيدات (بالإنجليزية: Cameroon women's national basketball team) هو ممثل الكاميرون الرسمي في المنافسات الدولية في كرة السلة للسيدات.